# Ottershaw
Ottershaw är en ort i Storbritannien.   Den ligger i grevskapet Surrey och riksdelen England, i den södra delen av landet, 30 km sydväst om huvudstaden London. Ottershaw ligger 31 meter över havet och antalet invånare är 3 451.
Terrängen runt Ottershaw är platt, och sluttar österut. Runt Ottershaw är det mycket tätbefolkat, med 1 313 invånare per kvadratkilometer. Närmaste större samhälle är Slough, 17,0 km norr om Ottershaw. I omgivningarna runt Ottershaw växer i huvudsak blandskog.